# Stralsunder Straßennamen/N

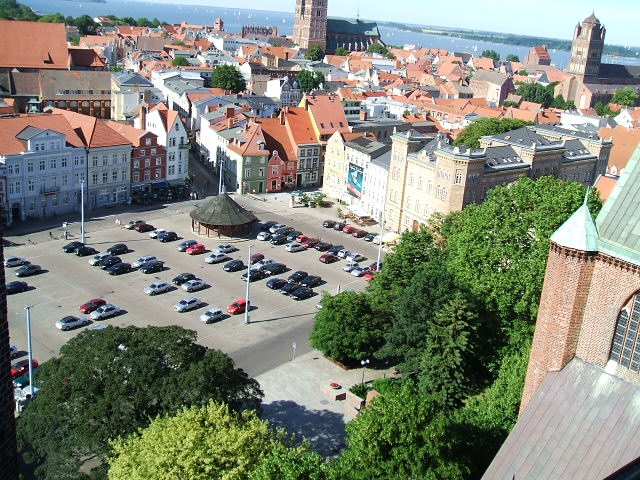
Der Neue Markt aus der Vogelperspektive

Dies ist ein Verzeichnis der Straßennamen der Hansestadt Stralsund.
Das Verzeichnis nennt den Namen der Straße und (in Klammern) den Ortsteil. Dazu wird eine Erläuterung (Jahr der Benennung, Grund) zum Straßennamen gegeben. Wegen der großen Anzahl an Straßen wurde das Verzeichnis nach den Anfangsbuchstaben der Straßennamen aufgeteilt. Unter "Allgemeines" finden Sie die Einleitung und Erläuterungen zu den Straßennamen allgemein.
Beispiel: Den Amanda-Weber-Ring finden Sie unter A.
- Nach dem Hainholze

ehemaliger Name, siehe Hainholzstraße, Lindenstraße
- Nachtigallenweg (Knieper / Kniepervorstadt)

- Nachtkoppelring (Tribseer / Tribseer Siedlung)

- Nesebanzer Weg (Franken / Franken Mitte)

Benannt nach dem Ort Nesebanz.
- Neue Badenstraße (Altstadt / Hafeninsel)

In den 1860er Jahren wurden die Hafeninseln aufgeschüttet. Im Rahmen dieser Maßnahme wurde eine Reihe neuer Straßen angelegt, darunter die Straße Neue Badenstraße. Diese Straße bildet die Verlängerung der Badenstraße auf der Stralsunder Hafeninsel.
- Neue Semlower Straße (Altstadt / Hafeninsel)

In den 1860er Jahren wurden die Hafeninseln aufgeschüttet. Im Rahmen dieser Maßnahme wurde eine Reihe neuer Straßen angelegt, darunter die Straße Neue Semlower Straße (auch Neue Semlowerstraße). Diese Straße ist die Verlängerung der Semlower Straße auf der Stralsunder Hafeninsel.
- Neuer Markt (Altstadt / Altstadt)

Der Neue Markt war das Zentrum der Neustadt Stralsunds. Als die beiden Teile der Stadt zusammenwuchsen, wurden die Märkte zur Unterscheidung in Alter Markt und Neuer Markt benannt. Erstmals erwähnt wird der Neue Markt als novum forum im Jahr 1285. Bei der brandenburgischen Belagerung 1678 brannte das Rathaus der Neustadt ab, auch das 1708 auf diesem Grundstück neu errichtete Zeughaus der Schweden steht nicht mehr. Der Neue Markt wurde in der DDR am 22. April 1970 anlässlich des Geburtstages Lenins in Leninplatz umbenannt. Nach der Wende erhielt er seinen traditionellen Namen zurück.
- Nieparser Weg (Tribseer / Tribseer Siedlung)

Benannt nach dem Ort Niepars in Vorpommern.